# Stupid Dream
Stupid Dream (с англ. — «Глупая мечта») — пятый студийный альбом британской прогрессив-рок-группы Porcupine Tree. Впервые он был выпущен в марте 1999 года, а затем переиздан 15 мая 2006 года в связи с ростом популярности группы на крупном лейбле Lava Records совместно с альбомами In Absentia (2002) и Deadwing (2005). На данном альбоме и следующем за ним Lightbulb Sun (2000) для группы обозначился переходный период, когда группа отошла от инструментальной и психоделической музыки присущей ранним альбомам, и до 2002 года, когда их музыка перешла в более металлическое направление. Альбом использует коммерчески доступное звучание поп-рока, но при этом сохраняет влияние тяжелого прогрессивного рока.
Название альбома является отсылкой к взглядам фронтмена Стивена Уилсона на музыкальную индустрию: в то время как многие стремятся стать музыкантами из-за славы и гламурного образа жизни, он считает, что это «глупая мечта», потому что на самом деле она ведет к тяжелой работе и борьбе.

## Концепция альбома
Лирика альбома стала для Уилсона гораздо более личной, чем в предыдущих альбомах Porcupine Tree. Уилсон сказал, что альбом посвящен его личной «неуверенности и чувствам» и «обычным вещам певца и автора песен», потому что он считал, что наиболее близкие и трогательные тексты написаны с личной точки зрения. Большая часть личных текстов также посвящена его отношениям и взглядам на музыкальную индустрию:
«Когда я писал некоторые песни для альбома, я очень хорошо осознавал это противоречие между тем, чтобы быть художником, быть музыкантом, пытаться быть творческим и писать песни, а затем, в тот момент, когда вы заканчиваете альбом, музыка закончена, творческая сторона закончена, вам нужно выйти и продавать, рекламировать и продвигать. И это совершенно другой опыт. Это не очень творческий процесс. Это довольно, в некотором смысле, циничный процесс, когда приходится продавать свою музыку. Но вы должны это сделать. Я имею в виду, что если современный музыкант собирается выжить как музыкант, вы должны, в некотором смысле, „заниматься проституцией“, чтобы попытаться продать свою музыку и свое искусство. И я прекрасно осознавал это противоречие. Если вы слишком много думаете об этом, это может свести вас с ума, знаете ли. Это абсурд. Это заставило меня задуматься о том, когда я был подростком, когда я только начинал и мне было интересно стать музыкантом. И я думаю, что многие подростки мечтают стать поп-звездами, стать профессиональными музыкантами. Эта „глупая мечта“ о славе и „жизнь — это бал, и все прекрасно“. И, конечно, на самом деле реальность такова, что быть профессиональным музыкантом — это очень тяжелая работа. Это может быть очень душераздирающе, много разочарований, много тяжелой работы, много путешествий».
Фотография обложки альбома, сделанная Робертом Хардингом, также связана с концепцией альбома. Уилсон заявил:
«Например, посидеть со звукозаписывающей компанией, чтобы обсудить, как мы будем продавать этот альбом. И в этот момент ваша пластинка становится продуктом. И у меня только что было изображение этих компакт-дисков, только что сходящих с конвейерной ленты. И, очевидно, это совершенно не соответствует музыке. Но я хотел, чтобы цвет вызывал такое противоречивое чувство. Суть в том, что люди, которые попадают в Porcupine Tree, знают, что мы точно не та группа, которая когда-либо рассматривает нашу музыку с точки зрения продукта и смены единиц. Поэтому я подумал, что было бы забавно разместить на альбоме изображение, которое будет комментарием к этому. Что может быть более глупой мечтой, чем желание делать музыку и продавать её».

## Детали песен

### Синглы
С альбома было выпущено три сингла: «Piano Lessons», «Stranger by the Minute» и «Pure Narcotic». «Piano Lessons» стал первым синглом с альбома и был выпущен всего за неделю до выхода альбома. На него было снято музыкальное видео, в котором участники группы использовали знаки, ссылающиеся на ироническую маркетинговую терминологию, связанную с концепцией альбома быть частью музыкальной индустрии как «глупая мечта». «Stranger by the Minute» стал вторым синглом с альбома. В самой песне есть гармония в припеве между Уилсоном и барабанщиком Крисом Мэйтлендом, его единственное вокальное исполнение на всем альбоме. Уилсон также играет в этой песне на басу вместо басиста Колина Эдвина. «Pure Narcotic» стал третьим и последним синглом с альбома. В этом треке представлены акустические гитары, гармоничный вокал, глокеншпиль и пасторальное фортепиано. В тексте есть отсылка к альбому группы Radiohead «The Bends»: «Ты заставляешь меня ненавидеть, ты заставляешь меня слушать „The Bends“».

### Другие песни
Первоначально «Even Less» длилась 17 минут, но Уилсон решил использовать только первые 7 минут для версии альбома Stupid Dream. Отдельная вторая 7-минутная часть песни была выпущена на компакт-диске Stranger by the Minute, а объединённая 14-минутная версия позже была выпущена на их сборнике Recordings 2001 года. Кроме того, 15-минутную демо-версию песни с альтернативным текстом можно найти только в специальном выпуске сингла «Four Chords That Made a Million». В конце трека можно услышать, как женщина повторяет комбинацию цифр: «0096 2251 2110 8105». Об этих числах Уилсон заявил: «Подсчёт в „Even Less“ взят из записи станции коротковолновых номеров. Понятно, что эти станции используются спецслужбами для передачи закодированных сообщений зарубежным оперативникам, хотя ни одно правительственное агентство не признавали когда-либо существование этих станций или их истинное назначение. Их практически невозможно расшифровать без ключа, поскольку сообщение и его ключ генерируются случайным образом».
Трек «Stupid Dream» на самом деле представляет собой всего лишь короткую, 28-секундную инструментальную пьесу с настраивающимся оркестром и звуковыми эффектами.
«Slave Called Shiver» и «Don’t Hate Me», по словам Уилсона, о чувстве «безответной любви». Он сказал о них: «Slave Called Shiver» — очень извращенная песня о любви, да. Я имею в виду, что это песня о безответной любви. Это песня о любви к кому-то, кто одержим кем-то другим, но ни одна из этих привязанностей не взаимна. Она очень близка к «Don’t Hate Me», которая снова является песней о том, кто одержим кем-то издалека. «Don’t Hate Me» ещё более экстремальная версия, потому что здесь этот человек фактически начинает преследовать и звонить по телефону, и, знаете ли, это становится очень нездоровым. «Slave Called Shiever» немного менее экстремальна. Она о ком-то, кто очень любит одержимого кем-то другим. Эта любовь безответна, и поэтому в ней есть слегка жестокое извращенное скрытое течение. «Pure Narcotic» также во многом похож на ту же тему". В «Don’t Hate Me» впервые использован саксофон в музыке Porcupine Tree, на котором сыграл Тео Трэвис. Во время живых выступлений соло на флейте и саксофоне заменяются клавишными соло Барбьери и гитарными соло Уилсона соответственно.
Трек «This Is No Rehearsal» был описан как смесь «полуакустических фрагментов с отчаянным вокалом и рэйвами хэви-метала». Уилсон сказал, что это «… было непосредственно вдохновлено трагическим событием в Великобритании несколько лет назад. Ребёнка украли в торговом центре, в то время как его мать на мгновение отвлеклась, и позже он был найден мертвым и подвергнутым пыткам возле железнодорожных путей. Самое тревожное в истории было то, что двое похитителей/убийц сами оказались детьми».
«Baby Dream in Cellophane» — короткий психоделический трек. Колин Эдвин не появляется в этом треке, вместо него на басу играет Стивен Уилсон. Уилсон сказал о песне: «В песне в основном поет младенец: „Я в своей коляске“. И это довольно циничная песня, потому что он в основном говорит, что жизнь мальчика уже почти намечена, когда ребёнок рождается, это уже предопределено обществом, и младенец как бы поет из коляски, если хотите, говоря: „Ну, на самом деле нет, я не собираюсь идти по этому пути, который мне проложен“. Это почти как очень сюрреалистичная песня подросткового бунта».
В «A Smart Kid» Уилсон возвращается к теме, которую он уже затрагивал ранее в «Radioactive Toy», треке из их первого альбома On the Sunday of Life…. В тексте речь идет о единственном выжившем после возможной апокалиптической войны, которого подбирает исследовательский космический корабль.
«Tinto Brass» — единственная песня на альбоме, приписываемая всей группе, а не только Уилсону, и названа в честь итальянского режиссёра Тинто Брасса. Трек инструментальный, за исключением голосовой части. Что касается этой части песни, Уилсон сказал: «О, да, она на японском языке! Это моя девушка японка, и у неё есть книга о его фильмах. Говорю вам, очень трудно найти что-либо о Тинто Брассе в Англии. Он совершенно неизвестен. … А потом моя подруга… нашла эту маленькую биографию: где он родился, фильмы, в которых он снимался. И она сказала: „Ну, мне тебе это перевести?“ (потому что я хотел, чтобы это прозвучало в треке) и я сказал: „Нет, это здорово“, — подумал я, — „у меня это будет на японском“. Так что она просто прочитала это на японском. Но это просто список его фильмов и откуда он… Ничего интересного».

Альбом закрывается треком «Stop Swiming». Уилсон сказал о его значении: «Я обнаружил, что, когда я писал музыку для этого альбома, многие песни были обо мне и моих отношениях к музыкальной индустрии, о том, что я чувствовал по поводу того, куда я иду в музыкальном бизнесе и все такое. Такие вещи, как „Stop Swiming“… может быть, пора перестать плавать… и этот импульс просто сдаться и плыть по течению иногда может быть очень сильным, я имею в виду, что я никогда не поддавался этому. Я никогда не буду это делать». Кроме того, в примечаниях к концертному альбому Warszawa он сказал: «Это очень грустная песня, но если вы похожи на меня, я всегда считаю, что самая грустная музыка также самая красивая, и это одна из моих любимых песен, которые я когда-либо написал».
| Оценки критиков  | Оценки критиков |
| Источник         | Оценка          |
| ---------------- | --------------- |
| Allmusic         | [ 3 ]           |
| Ox-Fanzine       | 9/10            |
| Pitchfork        | 3.5/10          |
| Record Collector | [ 6 ]           |
| Rock Hard        | 9/10            |
| Sound and Vision | [ 8 ]           |
| Sputnikmusic     | [ 9 ]           |

## Критика
Восприятие альбома было в целом положительным. Billboard похвалил альбом, заявив, что он содержит одни из лучших текстов Уилсона, и положительно сравнил альбом с работами группы Radiohead. Allmusic похвалил написание песен и динамику альбома, заявив, что «Уилсон как автор песен и певец звучит перезаряженно и более амбициозно, в то время как группа коллективно изливает его общее чувство построения и драматизма, „A Smart Kid“ — прекрасный тому пример». В 2005 году Stupid Dream занял 339-е место в книге журнала Rock Hard «500 величайших рок- и металлических альбомов всех времен». Classic Rock поместил альбом на 61-е место в списке «100 величайших альбомов 90-х».
В октябре 2011 года он получил золотой сертификат Ассоциации независимых музыкальных компаний (IMPALA), что свидетельствует о продажах более 75 000 копий по всей Европе.

## Список композиций
Слова и музыка всех песен — написаны Стивеном Уилсоном, кроме «Tinto Brass» написана Стивеном Уилсоном, Ричардом Барбьери, Колином Эдвином и Крисом Мэйтлендом.
| №                   | Название                   | Длительность |
| ------------------- | -------------------------- | ------------ |
| 1.                  | «Even Less»                | 7:11         |
| 2.                  | «Piano Lessons»            | 4:21         |
| 3.                  | «Stupid Dream»             | 0:28         |
| 4.                  | «Pure Narcotic»            | 5:02         |
| 5.                  | «Slave Called Shiver»      | 4:40         |
| 6.                  | «Don't Hate Me»            | 8:30         |
| 7.                  | «This Is No Rehearsal»     | 3:26         |
| 8.                  | «Baby Dream in Cellophane» | 3:15         |
| 9.                  | «Stranger by the Minute»   | 4:30         |
| 10.                 | «A Smart Kid»              | 5:22         |
| 11.                 | «Tinto Brass»              | 6:17         |
| 12.                 | «Stop Swimming»            | 6:53         |
| Общая длительность: | Общая длительность:        | 59:55        |

## Участники записи

### Porcupine Tree
- Стивен Уилсон — вокал, гитары, фортепиано, семплы, бас-гитара в «Baby Dream in Cellophane» и «Stranger by the Minute»
- Ричард Барбьери — аналоговые синтезаторы, хаммонд-орган, меллотрон, фортепиано в «Even Less», глокеншпиль в «Pure Narcotic»
- Колин Эдвин — бас-гитара, контрабас в «Stop Swiming»
- Крис Мэйтленд — ударные, перкуссия, бэк-вокал в «Stranger by the Minute»

### Дополнительные музыканты
- Тео Трэвис — флейта в «Tinto Brass» и «Don’t Hate Me», саксофон в «Don’t Hate Me»
- Оркестр East of England — струнные (дирижёр Николас Кок)

### Производство
- Стивен Уилсон — продюсер
- Эллиот Несс и Крис Торп — запись
- Доминик Бретес — микширование